# Unton Croke (MP)
Unton Croke (falecido em 1694) foi um soldado, advogado e político inglês durante o Interregnum. Ele era filho do mais velho Unton Croke.
Ele foi um oficial do Exército Novo. A sua realização mais notável foi derrotar o levantamento Penruddock em South Molton, em Devon, em 1655 e capturar os seus líderes.
Ele foi nomeado Alto Xerife de Oxfordshire em 1658 e foi eleito MP por Oxford no Parlamento do Terceiro Protetorado em 1659.
Ele deixou cinco filhas.